# 짐 리시
제임스 엘로이 "짐" 리시(영어: James Elroy "Jim" Risch, 1943년 5월 3일 위스콘신주 밀워키 ~ )는 미국의 정치인이다. 소속 정당은 공화당이다.
위스콘신-밀워키 대학교, 아이다호 대학교를 나온 그는 1970년부터 보이시에서 검찰관으로 근무하면서 정계에 입문했다. 1974년부터 1988년까지, 1995년부터 2002년까지 아이다호주 상원 의원을 역임했고 1982년 12월부터 1988년 12월까지 아이다호주 상원 임시의장을 역임했다.
2003년 1월 3일부터 2006년 5월 26일까지, 2007년 1월 1일부터 2009년 1월 3일까지 아이다호 주의 부지사를 역임했으며 2006년 5월 26일부터 2007년 1월 1일까지 아이다호주의 주지사를 역임했다. 2009년 1월 3일부터 현재까지 미국 상원 아이다호주 대표 의원을 역임하고 있다.

## 역대 선거 결과
| 선거명      | 직책명                     | 대수  | 정당   | 득표율 | 득표수    | 결과 | 당락                     |
| ----------- | -------------------------- | ----- | ------ | ------ | --------- | ---- | ------------------------ |
| 1996년 선거 | 상원의원 (아이다호 제18부) | 54대  | 공화당 | 67.53% | 9,543표   | 1위  | 아이다호 주의원 당선     |
| 1998년 선거 | 상원의원 (아이다호 제18부) | 55대  | 공화당 | 76.02% | 8,742표   | 1위  | 아이다호 주의원 당선     |
| 2000년 선거 | 상원의원 (아이다호 제18부) | 56대  | 공화당 | 80.32% | 12,917표  | 1위  | 아이다호 주의원 당선     |
| 2002년 선거 | 아이다호 부지사            | 39대  | 공화당 | 56.22% | 226,017표 | 1위  | 아이다호 부지사 당선     |
| 2006년 선거 | 아이다호 부지사            | 41대  | 공화당 | 58.29% | 259,600표 | 1위  | 아이다호 부지사 당선     |
| 2008년 선거 | 상원의원 (아이다호 제2부)  | 111대 | 공화당 | 57.65% | 371,744표 | 1위  | 아이다호주 상원의원 당선 |
| 2014년 선거 | 상원의원 (아이다호 제2부)  | 114대 | 공화당 | 65.33% | 285,596표 | 1위  | 아이다호주 상원의원 당선 |
| 2020년 선거 | 상원의원 (아이다호 제2부)  | 117대 | 공화당 | 62.62% | 538,446표 | 1위  | 아이다호주 상원의원 당선 |

## 참고 자료
- 위키미디어 공용에 짐 리시 관련 미디어 분류가 있습니다.